# 東西航空 (印度)
印度东西航空（East-West Airlines）曾是印度政府于1991年放开航空业管制主张“开放天空政策后（Open Skies policy）”第一家印度私營航空公司。印度东西航空在1996年停止运营。